# Valentina Kameníková
Valentina Kameníková, z domu Walentina Michajłowna Waks (ur. 20 grudnia 1930 w Odessie, zm. 29 listopada 1989 w Pradze) – czeska pianistka i pedagog pochodzenia ukraińsko-żydowskiego.

## Życiorys
Studiowała w Konserwatorium w Odessie. Kontynuowała naukę na studiach podyplomowych w Konserwatorium Moskiewskim pod kierunkiem Heinricha Neuhausa. W 1954 wyszła za mąż i przeprowadziła się do Czechosłowacji (1957). Tam kontynuowała naukę na studiach podyplomowych w Akademii Sztuk Scenicznych w Pradze u Františka Raucha.
Valentina Kameníková dokonała wielu nagrań radiowych i płytowych. Była wybitną interpretatorką muzyki rosyjskiej, a także dzieł Beethovena, Chopina i Liszta. Prowadziła klasę fortepianu w Konserwatorium i Akademii Sztuk Scenicznych w Pradze. Wychowała wielu wybitnych pianistów. Prowadziła też liczne kursy mistrzowskie oraz była zapraszana do jury międzynarodowych konkursów pianistycznych.